# اچ‌ام‌اس پیتکیرن (کی۵۸۹)
اچ‌ام‌اس پیتکیرن (کی۵۸۹) (به انگلیسی: HMS Pitcairn (K589)) یک کشتی بود که طول آن ۳۰۳ فوت ۱۱ اینچ (۹۲٫۶۳ متر) بود. این کشتی در سال ۱۹۴۳ ساخته شد.